# Рейносо, Эмануэль
Эмануэ́ль Рейно́со (исп. Emanuel Reynoso; родился 16 ноября 1995, Кордова) — аргентинский футболист, полузащитник клуба «Миннесота Юнайтед».

## Биография
Эмануэль Рейносо — воспитанник академии кордовского «Тальереса». Дебютировал в основном составе «сине-белых» 15 октября 2014 года, выйдя на замену Викторио Рамису в матче Торнео Федераль A (один из двух дивизионов третьего уровня в системе футбольных лиг Аргентины) против «Альварадо» («Тальерес» выиграл со счётом 1:0). Следующий свой матч Рейносо провёл спустя почти год, 4 октября 2015 года, и вновь он вышел на замену Рамису во втором тайме домашней игры против «Чако Фор Эвер» (хозяева победили 2:1).
С начала 2016 года, когда «Тальерес» уже выступал в Примере B Насьональ (аналог Второго дивизиона), Рейносо стал игроком основного состава. Он сыграл в 16 из 21 матча и помог своей команде стать победителем турнира и добыть единственную в том сезоне путёвку в Примеру.
На высшем уровне Эмануэль Рейносо дебютировал 1 октября 2016 года в гостевой игре в Мар-дель-Плате против «Альдосиви», выйдя на 72 минуте на замену Хонатану Менендесу. «Тальерес» сумел забить гол на 82 минуте, но уступил со счётом 1:2. Первый свой гол как на профессиональном уровне, так и в Примере Рейносо забил в ворота одного из грандов аргентинского футбола — «Боки Хуниорс» (и будущего чемпиона по итогам сезона). Это случилось 19 марта 2017 года, причём забитый Эмануэлем на 82 минуте мяч стал победным в гостевой встрече — «сине-белые» были сильнее 2:1. Это была первая гостевая победа «Тальереса» над «Бокой» с 20 апреля 1986 года.
Рейносо выступал за «Тальерес» до конца календарного 2017 года. 26 января 2018 года он подписал контракт с «Бокой Хуниорс» и завершал сезон уже в составе «генуэзцев». За это время он провёл 11 матчей в чемпионате и вместе с командой завоевал титул чемпиона Аргентины. 1 марта того же года Эмануэль дебютировал на международном уровне, выйдя в стартовом составе гостевого матча Кубка Либертадорес против перуанской «Альянсы Лимы». На 77 минуте Рейносо был заменён Себастьяном Пересом, а игра завершилась нулевой ничьей. Вместе с «Бокой» полузащитник дошёл до полуфинала Кубка Либертадорес, сыграв в пяти матчах (турнир продолжается).
Эмануэль Рейносо — универсальный атакующий игрок, который может оттягиваться вглубь поля, активно участвует в комбинационной игре, обладает хорошим ударом и часто бьёт из-за пределов штрафной площади. Из-за своих габаритов нечасто играет в штрафной площади при стандартах, но может сам исполнить угловой или штрафной удар.

## Титулы
- Чемпион Аргентины (1): 2017/18
- Чемпион Примеры B Насьональ (1): 2016